# Dioptrochasma ablegata
Dioptrochasma ablegata es un género de polilla de la familia Geometridae. El género fue descrito por primera vez por Claude Herbulot en 1996 y se puede encontrar con endemismo en la África subsahariana. El holotipo de la especie fue descrita en el bosque lluvioso de la gran caldera volcánica de Luba, a una altitud de 1200 m s. n. m. (metros sobre el nivel del mar).